# Verburgerlijking
Verburgerlijking is het proces waarbij waarden, gedachtegoed en levensstijl van de burgerij of de middenstand worden overgenomen door niet-burgerlijke groeperingen, voornamelijk de arbeidersklasse en de plattelandsbevolking.
Hoewel Marx een polarisering voorzag tussen hen die de beschikking hadden over productiefactoren en zij die dat niet hadden waarbij alle tussenliggende klassen zouden verdwijnen, constateerden hij en Engels al dat de Britse arbeiders verburgerlijkten.
Vooral de periode van lange bloei na de Tweede Wereldoorlog en de opbouw van de verzorgingsstaat bracht een groei van welvaart voor de arbeidersklasse. Het fordisme met zijn stijging van salarissen had van arbeiders ook consumenten gemaakt. Met de voortschrijdende mechanisering en automatisering verdween ook steeds meer handenarbeid. Het werk begon daarmee meer op dat van de middenklasse te lijken. Daarnaast begonnen de arbeiderswijken uit elkaar te vallen en woonden arbeiders en middengroep steeds meer tussen elkaar. Dat betekende ook dat de onderlinge solidariteit afnam en de individualisering inzette, versterkt door de nieuwe massamedia en -cultuur.
Desondanks bleek de theorie van de verburgerlijking van de arbeidersklasse niet geheel te kloppen en bleef er een verschil in onder meer levensstijl, sociale participatie en politieke ideologie. Bourdieu leidde hieruit af dat de klassenstructuur zichzelf voortdurend reproduceert. In een meritocratische samenleving zou intelligentie en opleiding weliswaar de plaats in de samenleving moeten bepalen, in werkelijkheid blijft het moeilijk om te stijgen op de maatschappelijke ladder. Deze sociale reproductie hangt samen met niet alleen het economisch kapitaal als geld en onroerend goed, maar ook het cultureel kapitaal (kennis, vaardigheden, opleiding) en het sociaal kapitaal (relaties, netwerken). De individualiseringsthese en de reproductiethese zijn de twee uitersten en hoewel beiden bruikbare elementen bevatten, komt uit onderzoek een genuanceerder beeld naar voren.